# Boarmia delosticha
Boarmia delosticha är en fjärilsart som beskrevs av Turner 1917. Boarmia delosticha ingår i släktet Boarmia och familjen mätare. Inga underarter finns listade i Catalogue of Life.